# Escuela Politécnica Superior (Universidad Autónoma de Madrid)
La Escuela Politécnica Superior de la Universidad Autónoma de Madrid es el Centro de esta universidad en la que se cursan los estudios de ingeniería en el área de las Tecnologías de la Información y las Comunicaciones.

## Estudios
Actualmente se imparten tres grados adaptados al Plan Bolonia, además de un doble grado. Asimismo, se ofrece a los alumnos la posibilidad de cursar de manera combinada los grados en Ingeniería Informática e Ingeniería de Telecomunicación:
- Grado en Ingeniería Biomédica, de 4 años de duración y 240 créditos.[2]
- Grado en Ingeniería Informática (EURO-INF®), de 4 años de duración y 240 créditos.[3]
- Grado en Ingeniería de Tecnologías y Servicios de Telecomunicación (EUR-ACE®), de 4 años de duración y 240 créditos.[4]
- Doble Grado en Ingeniería Informática y Matemáticas, de 5 años de duración y 360 créditos.[5] Las asignaturas de matemáticas se cursan en la Facultad de Ciencias.
- Programa Combinado Ingeniería Informática-Telecomunicación: Se trata de un programa combinado en el que los estudiantes empiezan con solo uno de ellos y posteriormente cursan las asignaturas restantes del otro grado. Se obtienen las dos titulaciones independientemente.[6]

La Escuela Politécnica Superior también ofrece una amplia variedad de títulos de posgrado:
- Máster Universitario en Ciencia de Datos, de 2 años de duración y 72 créditos.[7]
- Máster Universitario en Deep Learning for Audio and Video Signal Processing, de 1 año de duración y 60 créditos.[8]
- Máster Universitario en Ingeniería Informática, de 2 años de duración y 72 créditos.[9]
- Máster Universitario en Ingeniería de Telecomunicación (EUR-ACE®), de 1 año y medio de duración y 90 créditos.[10]
- Máster Universitario en Investigación e Innovación en Inteligencia Computacional y Sistemas Interactivos, de 1 año de duración y 60 créditos.[11]
- Máster Inter-Universitario en Métodos Formales en Ingeniería Informática, de 1 año de duración y 60 créditos.[12]
- Máster Universitario en Image Processing and Computer Vision, de 2 años de duración y 120 créditos.[13]

## Instalaciones

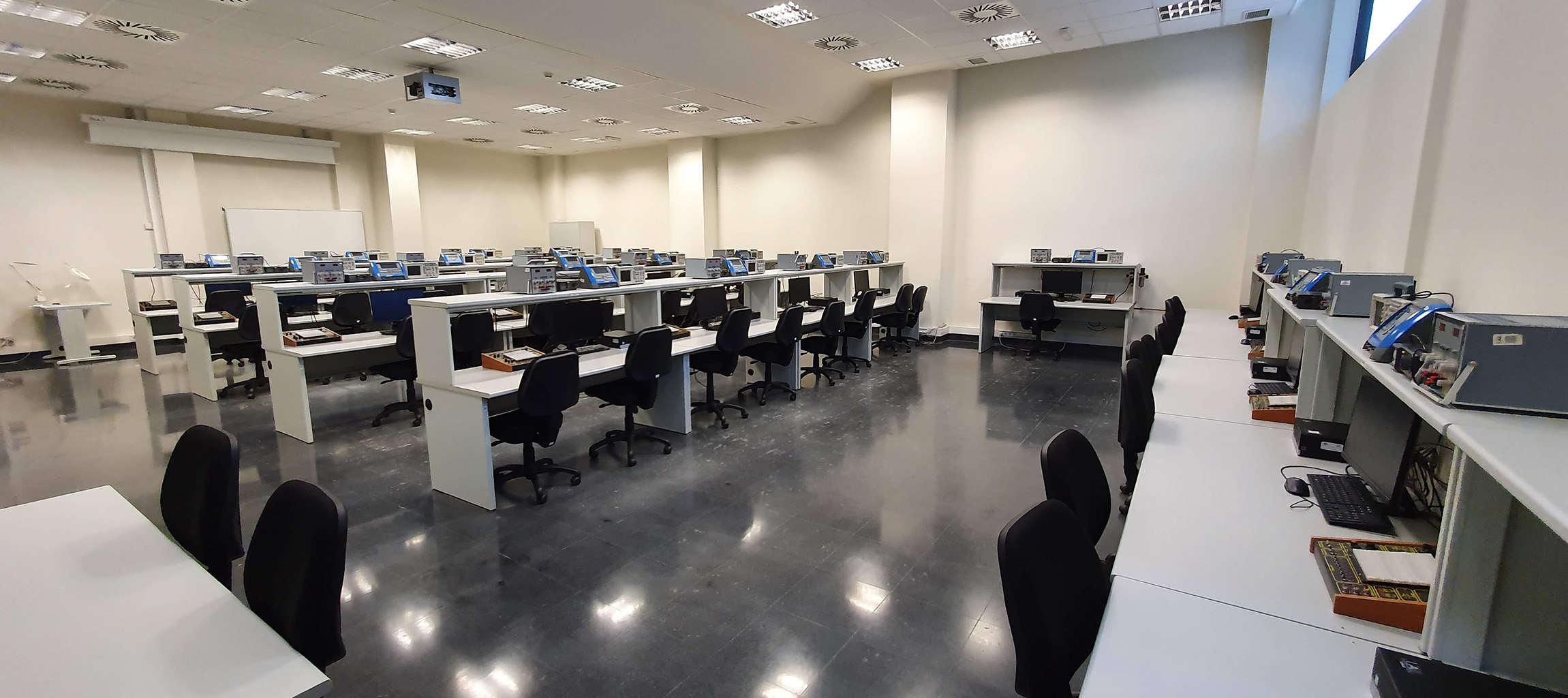
Laboratorio docente de la Escuela Politécnica Superior, Universidad Autónoma de Madrid.

La Escuela dispone de 11 aulas para docencia teórica, con diferentes tamaños. 6 de ellas en formato escalonado, dos con capacidad para 217 personas y las otras 4 con capacidad para 140 personas. Las otras 5 son planas, 4 de ellas con capacidad para 114 personas y la otra para 54 personas. Todas las aulas poseen una cámara de video para realizar trasmisiones de las clases.
Asimismo, la Escuela tiene dispone de 26 laboratorios docentes, conectados a Internet con una conexión de 1000 Mbps, en los que se imparte docencia práctica a estudiantes de los Grados y Másteres que se imparten en el Centro.
Todos los laboratorios cuentan con ordenadores que, en función del tamaño, oscilan entre 20 y 36 por local. En total, la EPS dispone de carca de 700 ordenadores repartidos por los laboratorios docentes. En todos los ordenadores están instalados todos los programas que se utilizan en la mayoría de las asignaturas y disponen de los sistemas operativos Linux y Windows.
De los 26 laboratorios, 5 de ellos están dotados además con instrumentación electrónica básica (como fuente de alimentación, osciloscopio, generador de funciones y polímetro), uno de ellos con instrumentación específica para radiocomunicaciones y otro con instrumentación para televisión digital.  

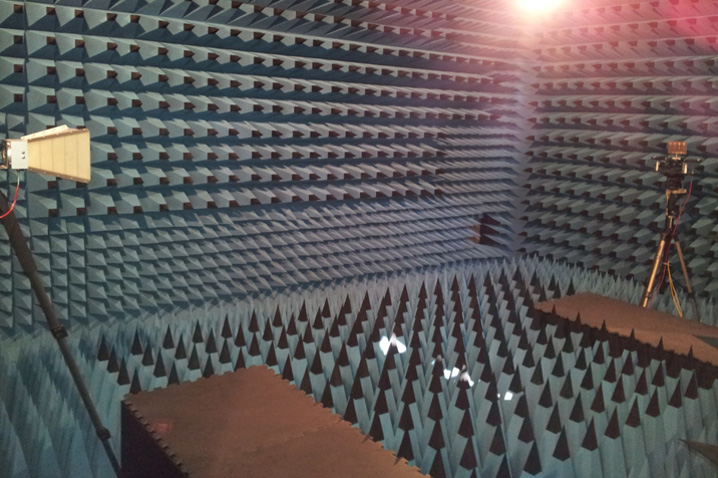
Cámara Anecoica de la Escuela Politécnica Superior, Universidad Autónoma de Madrid.

Como complemento al laboratorio de radio, se dispone de una cámara anecoica para la realización de prácticas de caracterización de antenas.

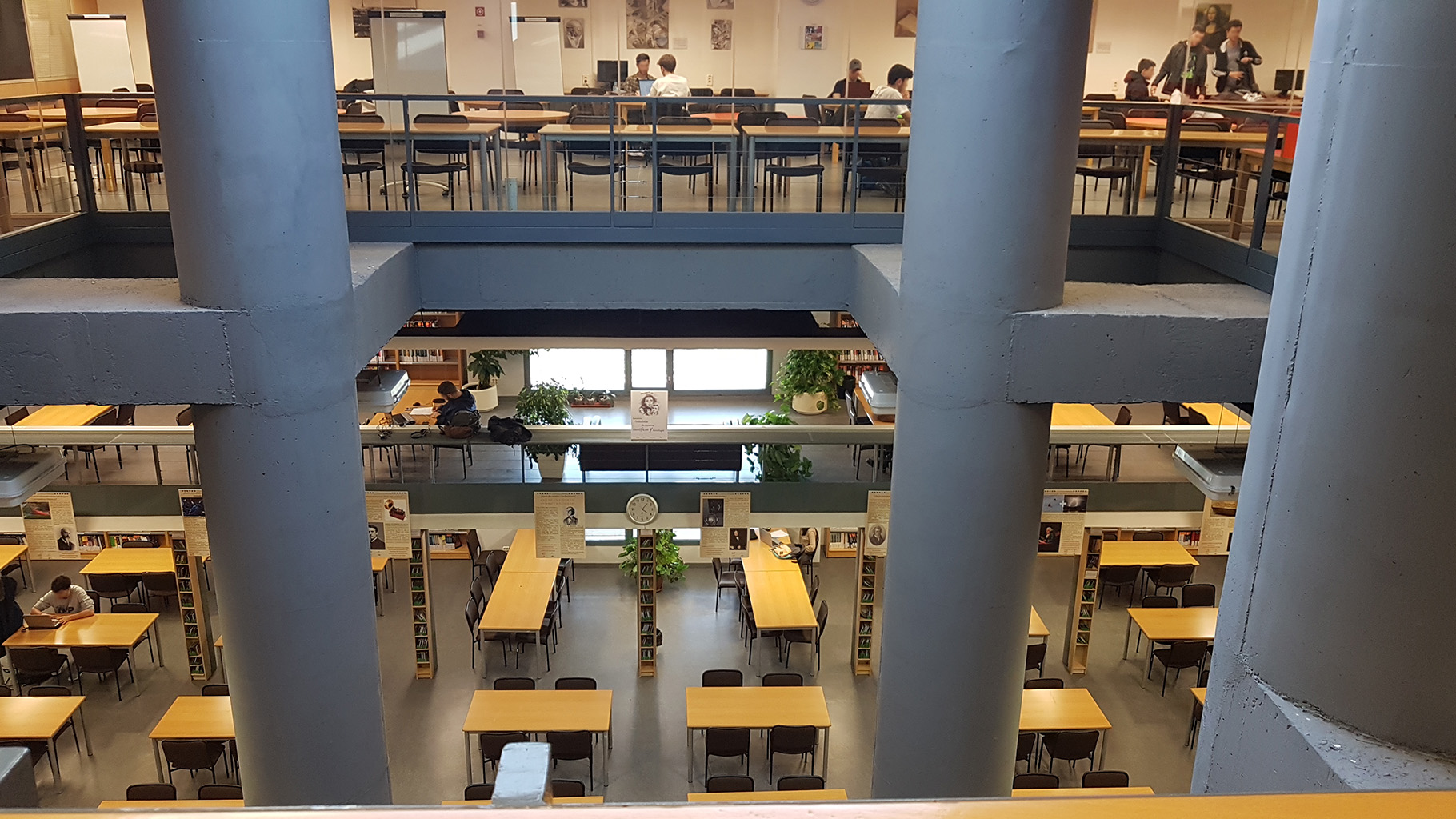
Biblioteca de la Escuela Politécnica Superior, Universidad Autónoma de Madrid.

Otro tipo de infraestructura es un taller de fabricación de circuitos impresos con máquinas de dos tipos: fresadora e impresora.
La Biblioteca ocupa un lugar central en la Escuela Politécnica Superior, localizada en el edificio principal de servicios al estudiante, en las tres últimas plantas. Dispone de 1200 m² de superficie, con 500 puestos de lectura y varias salas de trabajo en grupo: 3 de ellas para grupos reducidos de 2 a 6 personas, y una sala con capacidad para 90 personas destinada al trabajo en equipo. Además, cuenta con una sala polivalente con 20 puestos para formación de usuarios y otras actividades que desarrolla la Biblioteca.
Respecto al equipamiento la Biblioteca cuenta con ordenadores de sobremesa de uso público y ordenadores portátiles con el software general y específico para las titulaciones impartidas en la Escuela de préstamo diario en la Biblioteca.
La Universidad, a través del Centro de Atención de Usuarios de Tecnologías de la Información, pone a disposición de los estudiantes la red inalámbrica EDUROAM, accesible en todo el Campus de la UAM.

## Directores de la Escuela
- 2023-    : Carlos Aguirre Maeso
- 2017-2023: José María Martínez Sánchez
- 2012-2017: Javier Ortega García
- 2008-2012: Estrella Pulido Cañabate
- 2004-2008: Xavier Alamán Roldán
- 2001-2004: Manuel Alfonseca Moreno
- 1997-2001: Javier Garrido Salas
- 1992-1997:José Ramón Dorronsoro Ibero

## Historia

### Antecedentes: de 1972 hasta 1992
La vinculación de la UAM con la investigación y desarrollo tecnológico se remonta al año 1972 cuando se crea el Centro UAM-IBM para el desarrollo de proyectos de investigación aplicada como el tratamiento de imágenes o el procesamiento automático de textos. En la década de los 80, con el auge de los sistemas expertos, el centro UAM-IBM comenzó a investigar cómo aplicar estos sistemas a los entornos empresariales.
Un hito de especial relevancia tuvo lugar en 1989, cuando a iniciativa de IBM España y la UAM y contando con la colaboración del Ministerio de Industria y Energía, se constituyó la Asociación para el Desarrollo de la Ingeniería del Conocimiento (ADIC) integrada por el Banco Español de Crédito, Banco Hispano Americano, Iberia, Informática El Corte Inglés, INH-Repsol, IBM, RENFE, Tabacalera, Unión Eléctrica Fenosa y la UAM. En julio de ese mismo año se constituyó el Instituto de Ingeniería del Conocimiento (IIC).
Desde el momento de su creación el IIC se convirtió en un lugar de encuentro de profesionales de diferentes procedencias, por una parte académicos (profesores de la UAM) y por otra, especialistas en tecnologías (empleados de IBM, así como del resto de empresas participantes en ADIC).
Profesores de la UAM, que colaboraban con el IIC (José Ramón Dorronsoro y Roberto Moriyón, ambos del Departamento de Matemáticas, Vicente López, del Departamento de Química Física y Juan Alberto Sigüenza, del Departamento de Morfología), formaron parte de la comisión gestora de la titulación en Ingeniería Informática que sería el germen de lo que actualmente es la Escuela Politécnica Superior (EPS).
A iniciativa del equipo de gobierno de la UAM, dirigido por el Rector Cayetano López, se impulsaron los estudios de Ingeniería Superior en Informática en la UAM. José Ramón Dorronsoro conjuntamente con Santiago Carrillo (perteneciente también al Departamento de Matemáticas de la Facultad de Ciencias) fueron nombrados promotores de estos estudios. Vicente López, Juan Alberto Sigüenza y Javier Garrido (este último perteneciente al Departamento de Física Aplicada de la Facultad de Ciencias) fueron invitados a formar parte de la Comisión Gestora de los Estudios de Ingeniería Informática. Dicha Comisión Gestora fue dirigida por Eugenio Hernández, profesor de la Facultad de Ciencias y en aquellos momentos vicerrector de estudiantes de la UAM.

### Los inicios de 1992 a 1997
Son diversos los elementos que influyeron en la decisión de crear una titulación de Ingeniería en la UAM, una universidad que desde sus orígenes ha sido generalista, pero a la que la estructura del sistema universitario español antes de la reforma de 1992 tenía vedada la impartición de ingenierías a las universidades no politécnicas.
En 1992 se autorizan los estudios de Ingeniería Superior en Informática en la Universidad Autónoma de Madrid, siendo los primeros estudios de Ingeniería Superior en Informática en España con una duración de cuatro años. La titulación se concibió desde su origen con 300 créditos, marcando el camino seguido con posterioridad a muy corto plazo por el resto de la UAM (y tras el “proceso de Bolonia”, por toda la universidad española) cuyas titulaciones superiores, salvo los estudios de Medicina, convergieron en muy pocos años a un modelo común de 300 créditos a cursar en 4 años.
Ingeniería Informática fue la primera titulación técnica de la UAM, fuera del carácter más “tradicional” de los estudios existentes en dicha universidad en su momento, y que abrió el camino a la presencia en la universidad de estos estudios con la adición primero de la Ingeniería Química (impartida en la Facultad de Ciencias) y, luego, de la Ingeniería de Telecomunicación (impartida en la Escuela Politécnica Superior), entre otras. Hay que señalar, además, que en su momento, la titulación de la UAM fue la segunda Ingeniería Superior en Informática de la Comunidad de Madrid, tras la existente en la UPM, a las que se añadieron la UCM en 1993 y poco a poco las demás universidades madrileñas.
Junto a la creación de la titulación, en 1992, se creó el Departamento de Ingeniería Informática, adscrito directamente al Vicerrectorado de Estudiantes, y cuyo primer Director fue José Ramón Dorronsoro.
En el curso 1992-1993 comenzó la primera promoción. Algo que preocupaba a los aventurados estudiantes que eligieron la UAM para estudiar una Ingeniería era el título que iban a recibir, esta no era una cuestión baladí, pues desde sus orígenes, “la Informática”, a pesar de ser impartida en Universidades Politécnicas, era una Licenciatura y no una Ingeniería. Sin embargo, en la UAM, el título fue desde sus orígenes una Ingeniería Superior.
Desde la comisión gestora se tuvieron claras, desde el principio, algunas características que a día de hoy siguen siendo elementos distintivos de estos estudios: la importancia de la formación práctica tanto en los laboratorios docentes como en las empresas. La importancia de la formación práctica en los laboratorios docentes quedó reflejada en la propia organización docente de los estudios, donde desde sus inicios hasta el momento actual, superando los diferentes cambios de Planes de Estudio, se ha mantenido una estructura donde en cada asignatura se mantiene una relación de 3 horas de clase de teoría por 2 horas de clase de prácticas a la semana.
La primera biblioteca asociada al título de Ingeniería Informática formó parte de una “Biblioteca Integrada” (Magisterio, Ciencia Política e Ingeniería Informática) en espacios pertenecientes a la entonces Escuela de Magisterio “Santa María” ubicada en la antigua Facultad de Derecho.
Merece la pena mencionar que, en paralelo a la implantación de los estudios de Ingeniería Informática, se puso en marcha un programa de doctorado que comenzó denominándose Programa de Doctorado en Inteligencia Artificial y que posteriormente se denominó Programa de Doctorado en Ingeniería Informática. Estos programas de doctorado permitieron reforzar los primeros grupos de investigación y crear nuevas líneas de trabajo.
Otros datos relevantes de este periodo inicial incluyen la creación del Departamento de Ingeniería Informática en 1993, siendo su primer director José Ramón Dorronsoro. En 1994 se asignaron espacios propios a la titulación en dos módulos de la antigua Facultad de Derecho, compartiendo la Biblioteca con la entonces Escuela de Magisterio. En 1997 dieron comienzo las obras de los edificios propios de la Escuela.
Merece una mención muy especial la implicación que desde el principio han tenido los estudiantes de la Escuela en la vida académica de la misma, participando en todos los órganos de representación tanto de los Departamentos como de la propia Escuela y también de la Universidad (especialmente relevante su participación en Consejo de Gobierno y Consejo Social). 
Muy pronto se creó la primera asociación de estudiantes, DEISI (Delegación de Estudiantes de Ingeniería Superior en Informática), a la que han seguido otras asociaciones: AET (Asociación de Estudiantes de Telecomunicación), AEI (Asociación de Estudiantes de Ingeniería), UAM.net (Autónoma DotNetClub), ROC (Asociación de Música y Electrónica del Sonido). También hay una importante participación de estudiantes de la Escuela en varias asociaciones interfacultativas: Club de Robótica y Mecatrónica, Club de Informática, Asociación para el fomento del Software Libre, etc.

### Consolidación de 1997 a 2004
Después de un intenso quinquenio de trabajo con un espíritu pionero en la implantación de unos estudios de ingeniería en la UAM comenzó otra fase primero de consolidación de dichos estudios comenzando con diversos aspectos de índole institucional que desembocaron en la creación de un Centro propio y en segundo lugar la construcción de instalaciones adecuadas, estos dos hechos facilitaron por una parte el crecimiento en número de estudiantes y por otra la instauración de nuevas titulaciones.
En 1997 tuvo lugar la creación oficial de la Escuela Técnica Superior de Ingeniería Informática, de esta manera y contando con un Centro propio e independiente los estudios de Ingeniería Informática se consolidaron en la UAM. El primer Director del recién conseguido Centro fue Javier Garrido.

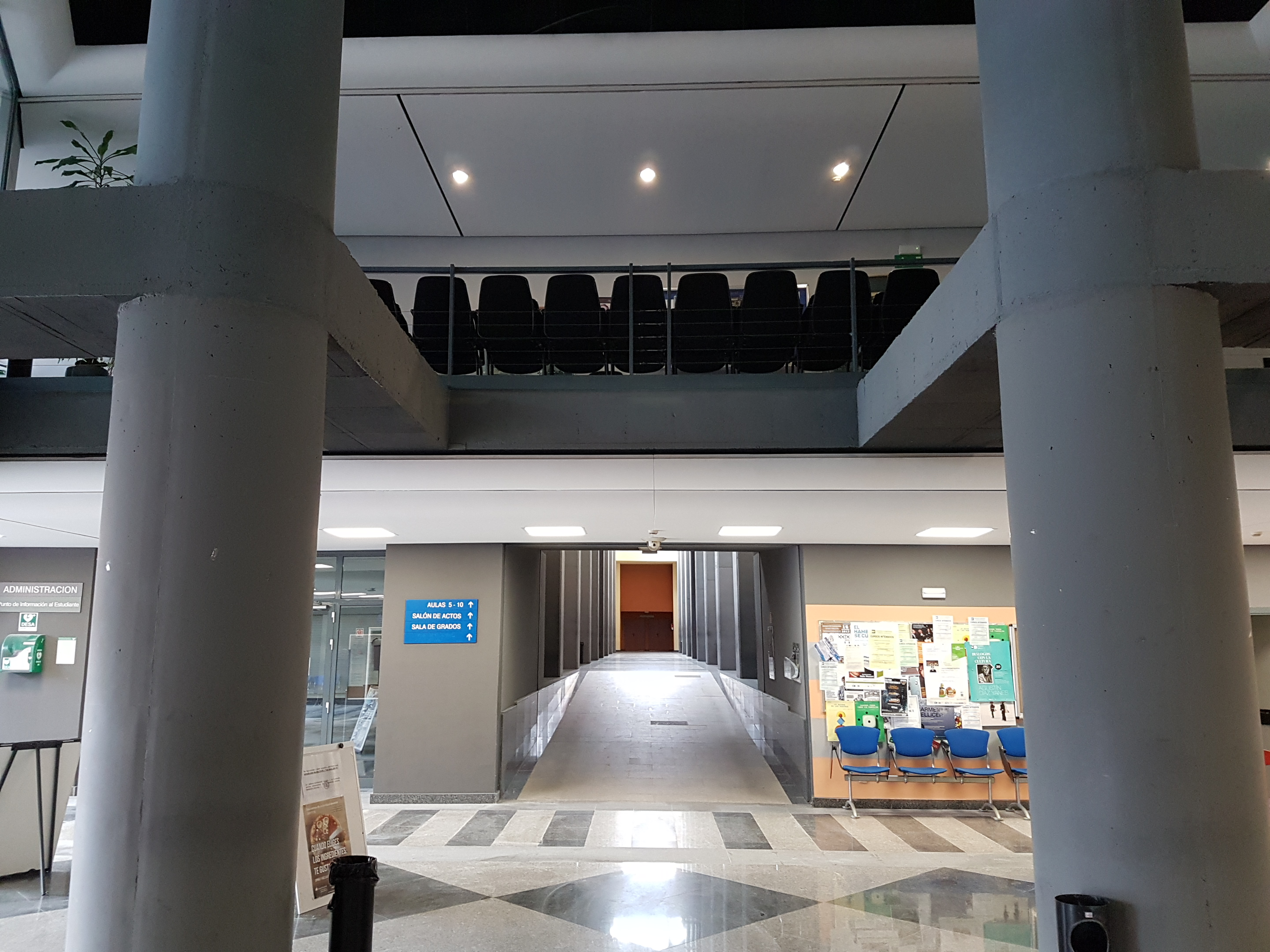
Hall Edificio Alan Turing de la Escuela Politécnica Superior, Universidad Autónoma de Madrid.

El 28 de septiembre de 1999 tuvo lugar la inauguración oficial de los primeros edificios de la Escuela Técnica Superior de Informática. Inicialmente denominados A y B, años más tarde rebautizados como Alan Turing y Ada Lovelace respectivamente. Los nombres son dos de las personalidades más relevantes que sentaron las bases de lo que es la computación actual. En el caso de Ada Lovelace se quiso además reconocer la importancia que a lo largo de la historia de la computación tuvieron destacadas mujeres, no siempre reconocidas adecuadamente. Este acto de inauguración de los edificios fue presidido por el entonces presidente de la Comunidad de Madrid, Alberto Ruiz Gallardón, siendo rector Raúl Villar Moreno. El contar con un Centro propio y unas avanzadas instalaciones dotó desde entonces a la Escuela de una visibilidad y prestigio tanto dentro como fuera de la propia Universidad.
Un hito de gran relevancia que tuvo lugar en este mismo periodo fue el diseño del Plan Conjunto de Ingeniería Informática y Matemáticas. Una titulación absolutamente pionera en el sistema universitario español y que ha permitido entre otras cosas captar el interés de estudiantes que ha repercutido en el incremento de calidad del resto de estudios de la Escuela. Esta titulación, pionera en estos ámbitos, marcó durante varios años la nota de corte más alta, en las Pruebas de Acceso a la Universidad, de todas las titulaciones de las universidades públicas de Madrid.
Asimismo, se creó y se puso en marcha la titulación de Ingeniería de Telecomunicación, con un plan de estudios novedoso que permitía a algunos estudiantes terminar la carrera en solo cuatro años. Un hecho fundamental fue la necesidad de incorporar profesorado altamente capacitado, destacando en primer lugar el fundamental apoyo y colaboración de Narciso García Santos, profesor de la Escuela Técnica Superior de Ingeniería de Telecomunicación de la Universidad Politécnica de Madrid en colaboración con otros profesores de la misma Universidad Politécnica. Estos fueron incorporándose paulatinamente a la Escuela, desarrollando un plan de estudios caracterizado entre otras cosas por la flexibilidad para que los estudiantes de Ingeniería de Telecomunicación pudiesen cumplimentar sus estudios en 4 o 5 años, y siendo este aspecto una novedad absoluta para los estudios de Ingeniería Superior de Telecomunicación.
Como consecuencia de que la Escuela pasase de impartir un único título (Ingeniería Informática) a impartir el Plan Conjunto de Ingeniería Informática y Matemáticas, así como los estudios de Ingeniería de Telecomunicación, se procedió a cambiar el nombre de la Escuela, pasando a denominarse Escuela Politécnica Superior, nombre que conserva en la actualidad.

### Crecimiento de 2004 hasta la actualidad
Como consecuencia de la implantación en 2002 de los estudios de Ingeniería de Telecomunicación, así como de la doble titulación en Ingeniería Informática y Matemáticas fue necesaria una revisión en profundidad de las necesidades por una parte de profesorado y personal de administración y servicios y por otra de instalaciones. El incremento de plantilla de profesorado para pasar de 60 a 120 profesores, la mitad de ellos permanentes. Con la incorporación de este profesorado fue preciso crear una nueva área de Teoría de la señal y Comunicaciones dentro del Departamento de Ingeniería Informática.

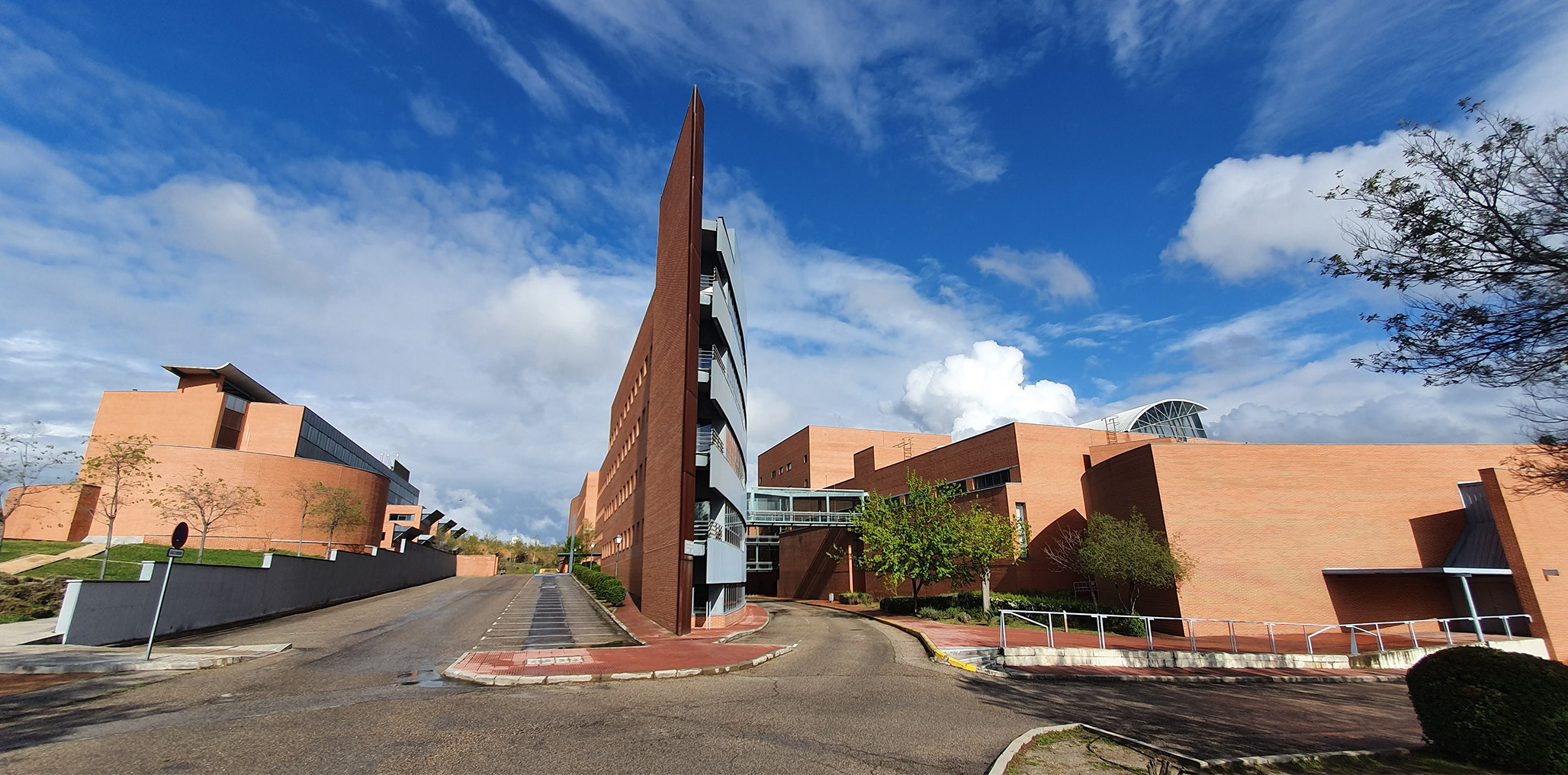
Edificios de la Escuela Politécnica Superior, Universidad Autónoma de Madrid.

En cuanto a las infraestructuras se efectúo la negociación y aprobación de la construcción de un nuevo edificio, Joseph Fourier, el cual permitió aumentar los espacios docentes con nuevas aulas y laboratorios de prácticas, así como de espacio para acoger a los nuevos profesores y grupos de investigación que se fueron incorporando paulatinamente a la Escuela según iba avanzado la implantación de los nuevos estudios. En la actualidad el edificio Joseph Fourier posee además alguna instalación singular como es una Cámara Anecoica.
En 2011 se creó un segundo departamento en la EPS. Hasta ese momento la Escuela tenía una estructura no habitual dentro del resto de centros de la UAM, puesto que era un Centro con un único Departamento, con la peculiaridad de que tanto el Centro como el Departamento contaban con un mismo director. A partir de ese momento la EPS se estructuró en dos departamentos, uno de ellos conservó la denominación original de Departamento de Ingeniería Informática. Por su parte el nuevo departamento se creó con la denominación de Departamento de Tecnología Electrónica y las Comunicaciones. Estos cambios conllevaron una reestructuración del gobierno de la EPS que es el que se mantiene en el momento actual.
En el último periodo es de destacar la implantación de nuevos estudios de grado, y la potenciación del posgrado con la propuesta de nuevos Másteres. La lista actual de estudios ofertados puede verse en la sección Estudios.